# Skopas
Skopas (starogrško Σκόπας) (okoli 395 pr. n. št.–350 pr. n. št.) je bil starogrški kipar in arhitekt, najbolj znan po kipu Meleagerja, bakrenem kipu Afrodite in glavi boginje Higieje, Asklepijeve hčere.

## Zgodnje življenje in družina
Skopas se je rodil na otoku Parosu. Njegov oče je bil kipar Aristandros.  Skopas je že zgodaj zapustil Paros in potoval po celotnem grškem svetu.

## Kipar in arhitekt
Skopas je delal s Praksitelom in izklesal dele mavzoleja v Halikarnasu, še posebej reliefe. Vodil je gradnjo novega templja Atene Alee v Tegei. Podobno kot Lizip je Skopas umetniški naslednik klasičnega grškega kiparja Poliklejta. Obrazi glav so skoraj kvadratni. Globoko potopljene oči in nekoliko odprta usta so prepoznavne značilnosti Skopasovih kipov.
Njegova dela so sfranjena v Britanskem muzeju (reliefi) v Londonu, deli iz templja Atene Alee iz Tegee v Narodnem arheološkem muzeju v Atenah, iz zbirke  Ludovica Ludovisija slaven Ludovisijev Ares v palači Altemps v Rimu, kip Hrepenenje (Potos) je bil obnovljen kot Apolon Kitarist in ga hranijo v muzeju Capitoline v Rimu, njegov kip Meleagerja, ki ni omenjen v starodavni literaturi, vendar je preživel v številnih replikah, je morda najbolje zastopan torzo v umetniškem muzeju Fogg, Cambridge, Massachusetts.

## Hrepenenje
Hrepenenje (Potos) je bil slaven in velikokrat posneman Skopasov kip. Rimske kopije so predstavljale človeško figuro z različnimi predmeti, kot so glasbeni instrumenti in tkanina, kot je vidno na sliki . Bila je v zbirki kardinala Alessandra Albanija.